# 福間信治
福間 信治（ふくま のぶはる）は、戦国時代の武将。尼子氏、毛利氏家臣。父は福間政貞。子に福間堯明、福間元明、西願。苗字は福万とも表記される。

## 生涯
明応2年（1493年）、尼子氏に属して備後旗返城主となった福間政貞の子として生まれる。文亀3年（1503年）に父が死去したため、母に従って因幡国に居住した。
永正年間に備後国へ移り住んだ後に出雲国へ赴き、尼子経久、晴久に仕える。
天文9年（1540年）から天文10年（1541年）にかけての吉田郡山城の戦いでは、尼子晴久に従軍したが負傷。その後に尼子氏を辞して備後国へ帰り、三次村の照林坊に居住した。
天文17年（1548年）、毛利元就に召し出されて安芸国高田郡吉田へ赴き、以後は毛利氏に仕える。
長男の堯明を後継ぎとしていたが、天文23年（1554年）の安芸黒瀬衆討伐の際に戦死したことから、次男の元明を後継ぎとした。堯明の戦死について、元就はその忠を賞し、井上就重に命じて信治に褒美を与えている。
弘治2年（1556年）3月18日に死去。享年64。次男の元明が後を継いだ。